# Glonium stellatum
Glonium stellatum är en svampart som beskrevs av Muhl. 1813. Enligt Catalogue of Life ingår Glonium stellatum i släktet Glonium,  och familjen Hysteriaceae, men enligt Dyntaxa är tillhörigheten istället släktet Glonium,  och familjen Gloniaceae. Arten är reproducerande i Sverige. Inga underarter finns listade i Catalogue of Life.